# Waël Abou Faour
Waël Abou Faour, né le 5 août 1972 à Hasbaya, est un homme politique libanais.

## Biographie
Très jeune, il intègre les rangs du Parti socialiste progressiste de Walid Joumblatt. Il en dirigea la section estudiantine à la fin des années 1990 puis intégra le conseil politique du parti.
Il prit activement part à la Révolution du Cèdre après l’assassinat de Rafiq Hariri et joua un rôle important dans la représentation de son parti lors des réunions des forces de l'Alliance du 14 Mars.
En 2005, il est élu député druze de Rachaya Békaa Ouest, sur une liste d’alliance avec le Courant du Futur et le Mouvement Amal et rejoint le bloc parlementaire de la Rencontre démocratique dirigé par Joumblatt. En juillet 2008, il intègre le gouvernement d'union nationale de Fouad Siniora comme ministre d'État aux Affaires parlementaires. Il reste ministre d'État sans portefeuille au sein du gouvernement de Saad Hariri en novembre 2009.
Après la chute du gouvernement Hariri en janvier 2011, Abou Faour reste fidèle à Walid Joumblatt qui a depuis brisé son alliance avec Hariri, et devient membre du bloc de la Lutte Nationale dirigé par le chef druze.
Wael Abou Faour a révélé lors d'une conférence de presse le 11 novembre 2014 que de nombreux restaurants et chaînes alimentaires populaires à travers le Liban ont violé les règles de sécurité alimentaire, ce qui a entraîné le lancement d'une campagne de sécurité alimentaire.